# Гаврюшенко, Анна Анатольевна
Анна Анатольевна Косинова (урожд. Гаврюшенко) (род. 25 мая 1982 года) — мастер спорта Республики Казахстан международного класса по лёгкой атлетике (бег на средние дистанции).

## Биография
На внутренних соревнованиях выступает за Алматинскую область.
Обладательница рекорда Казахстана в эстафете 4×400 м, установленный на Азиатских играх в помещениях 2007 года в Макао — 3:37,59.
Имеет несколько наград с турниров регионального уровня: чемпионат Азии, чемпионат Азии в помещении, Азиатские игры, Азиатские игры в помещении.
Образование высшее, окончила кафедру лечебной физкультуры Казахской Академии туризма и спорта (Алма-Ата).
Замужем, муж — мсмк Артём Косинов.